# Proceroplatus paramariboensis
Proceroplatus paramariboensis är en tvåvingeart som beskrevs av Edwards 1934. Proceroplatus paramariboensis ingår i släktet Proceroplatus och familjen platthornsmyggor. Inga underarter finns listade i Catalogue of Life.